# محوطه چشمه نظامی ۲
محوطه چشمه نظامی ۲ در شهرستان گیلانغرب، بخش مرکز ی، دهستان چله، روستای چشمه نظامی واقع شده و این اثر در تاریخ ۲۷ اسفند ۱۳۸۶ با شمارهٔ ثبت ۲۲۳۴۳ به‌عنوان یکی از آثار ملی ایران به ثبت رسیده است.